# Samolot z rotorami Flettnera

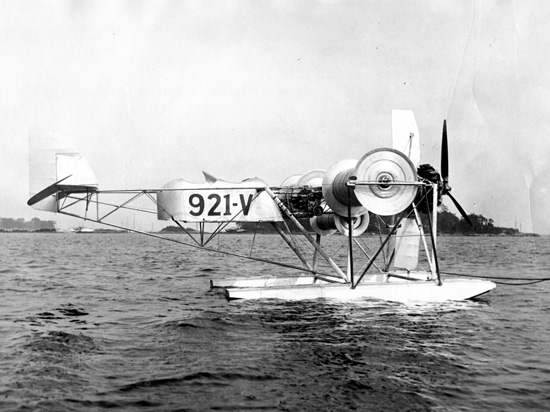
Prototyp z lat 30. XX wieku

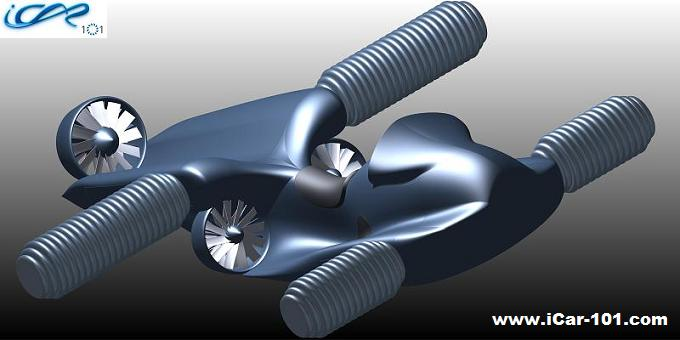
Współczesny model koncepcyjny małego samolotu z obrotowymi skrzydłami

Samolot z rotorami Flettnera – samolot, który zamiast klasycznych skrzydeł wyposażony jest w obrotowe rotory Flettnera. Wytwarzają one siłę nośną korzystając z efektu Magnusa.
Budowa samolotu została zainspirowana przez napędzany rotorami statek Buckau, zwany w tym czasie Baden-Baden, przebudowany przez Flettnera, który po przepłynięciu Atlantyku zawinął do portu w Nowym Jorku 9 maja 1926 wzbudzając duże zainteresowanie. 
Rozwój tego typu samolotów opierał się na badaniach Ludwiga Prandtla w ośrodku badawczym w Getyndze. Prandtl dokonał pomiarów wirujących rotorów w tunelu aerodynamicznym i uzyskał zaskakująco wysokie wartości siły nośnej – nawet 10 razy większej niż analogicznej powierzchni skrzydeł.